# Ангармонічний осцилятор
Ангармонічний осцилятор (рос. ангармонический осциллятор, англ. anharmonic oscillator — осцилятор, в якому сила, спрямована до положення рівноваги, нелінійно змінюється з відхиленням від положення рівноваги атомів, що утворюють хімічний зв'язок. Використовується як модель при квантово-хімічному описі коливань атомів у хімічному зв'язку.
Гармонійний генератор підпорядковується Закону Гука і є ідеалізованим виразом, який передбачає, що система, зміщена з рівноваги, реагує відновлюючою силою, величина якої пропорційна зміщенню. У природі ідеалізовані ситуації руйнуються і не можуть бути описані лінійними рівняннями руху. 
Ангармонічне коливання описується як відновлююча сила вже не пропорційна зміщенню. Для опису реальних ситуацій використовуються дві форми нелінійності:
- пружна ангармонійність
- демпфуюча ангармонічність

Ангармонічні осцилятори можна наблизити до гармонічних осциляторів, а ангармонічність можна обчислити за допомогою теорії збурень.

## Інтернет-ресурси
- Anharmonic_Oscillator [Архівовано 9 січня 2021 у Wayback Machine.]